# Flik 18
A Fliegerkompanie 18 (rövidítve Flik 18, magyarul 18. repülőszázad) az osztrák-magyar légierő egyik repülőszázada volt.

## Története
A századot 1915-ben, már az első világháború alatt alapították Aradon. December 23-án az orosz frontra irányították, ahol Cseremhiv falu melletti tábori reptéren volt a bázisa. Első felderítő bevetéseire 1916. február elején került sor. 1916 júniusában részt vett a 3. lembergi csatában, majd az orosz ellentámadás után az egységet Zsovkvába vonták hátra. 1917 júliusában átszervezték a légierőt és a század hadosztály-felderítői (Divisions-Kompanie, Flik 18D) feladatot kapott. Az 1918 szeptemberében történt újabb átszervezéssel az egységből fotófelderítő-század (Photoaufklärer-Kompanie, Flik 18P) lett.
A háború után a teljes osztrák légierővel együtt felszámolták.

## Századparancsnokok
- August Knirsch százados

## Századazonosítók
A tisztán ezüstszínű századjelvény a tábori pilótajelvény mintáját követte: tölgykoszorú által összefogott három motívum, felül császári korona, középen kitárt szárnyú sas, alul pajzs, benne FLIEG.K./18 felirat. 

## Repülőgépek
A század pilótái a következő gépeket repülték:
- Hansa-Brandenburg B.I
- Aviatik B.II